# Kreis- und Stadtsparkasse Dinkelsbühl

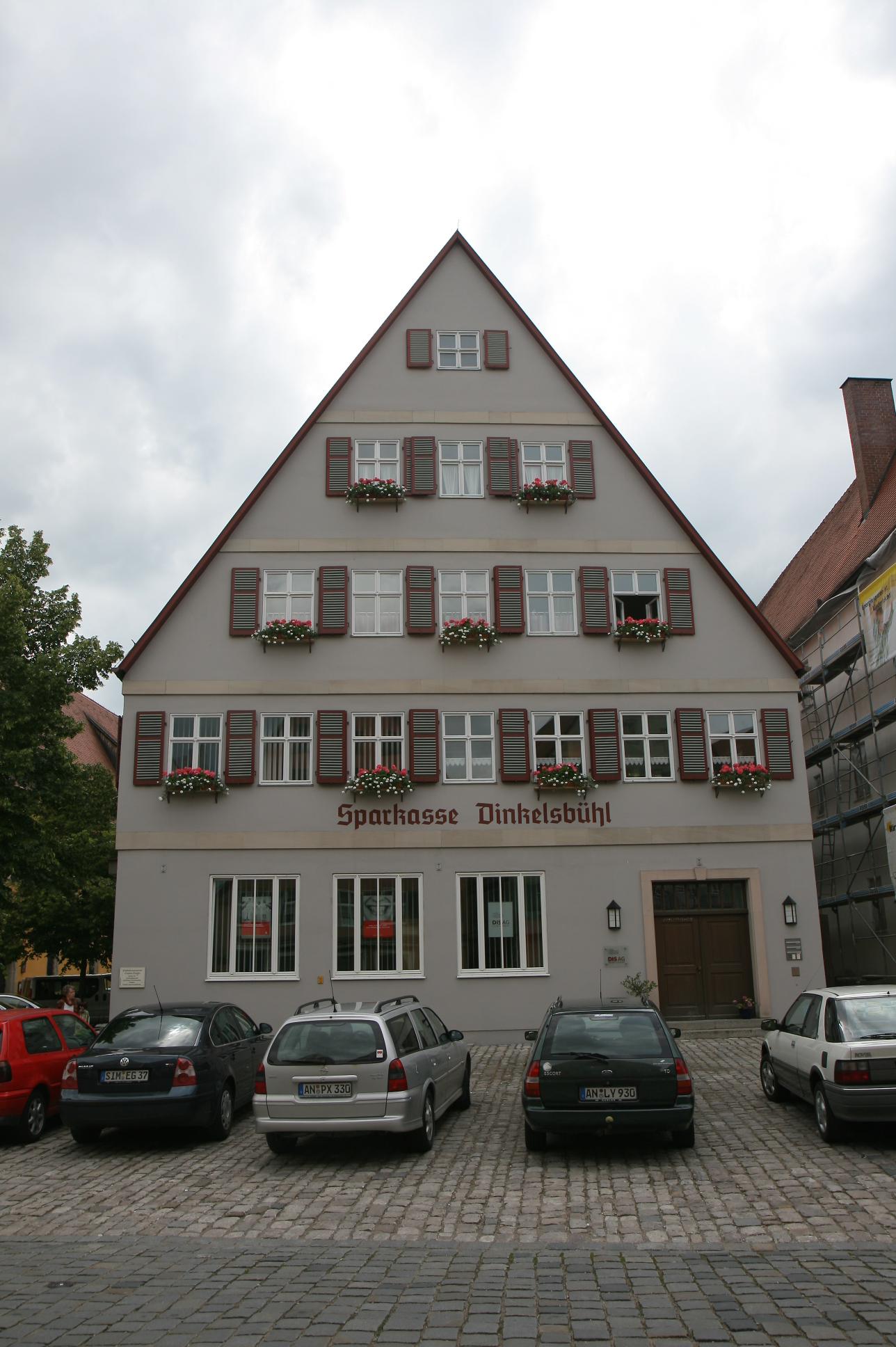
Sparkasse Dinkelsbühl – Weinmarkt

Die Kreis- und Stadtsparkasse Dinkelsbühl war ein öffentlich-rechtliches Kreditinstitut mit Sitz in Dinkelsbühl in Bayern. Ihr Geschäftsgebiet waren die Gemeinden Dinkelsbühl, Dürrwangen, Mönchsroth, Schopfloch, Weiltingen, Wilburgstetten und Wittelshofen.

## Organisationsstruktur
Die Kreis- und Stadtsparkasse Dinkelsbühl war eine Anstalt des öffentlichen Rechts. Rechtsgrundlagen waren das Sparkassengesetz, die bayerische Sparkassenordnung und die durch den Träger der Sparkasse erlassene Satzung. Organe der Sparkasse waren der Vorstand und der Verwaltungsrat.

## Geschäftsausrichtung
Die Kreis- und Stadtsparkasse Dinkelsbühl betrieb als Sparkasse das Universalbankgeschäft.

## Sparkassen-Finanzgruppe
Die Kreis- und Stadtsparkasse Dinkelsbühl war Teil der Sparkassen-Finanzgruppe. Die Sparkasse vertrieb daher z. B. Bausparverträge der LBS, offene Investmentfonds der Deka und vermittelte Versicherungen der Versicherungskammer Bayern. Die Funktion der Sparkassenzentralbank nahm die Bayerische Landesbank wahr.

## Fusion
Im Jahre 2016 fusionierten die Vereinigten Sparkassen Stadt und Landkreis Ansbach mit der Kreis- und Stadtsparkasse Dinkelsbühl und der Stadt- und Kreissparkasse Rothenburg o.d.T. zur Sparkasse Ansbach.